# Бойчев, Христо
Христо Димитров Бойчев (болг. Христо Димитров Бойчев; род. 5 марта 1950, Орловец, Великотырновская область, Болгария) — болгарский драматург. Среди известных пьес: «Полковник-птица», «Оркестр „Титаник“», «Районная больница», «Underground».

## Биография
Родился в 1950 на севере Болгарии в селе Орловец, недалеко от города Полски-Трымбеш.
В 1974 окончил Высшее техническое училище в городе Русе. С 1976 по 1985 работал инженером на машиностроительном заводе «Первое мая», а затем на маслобойном комбинате «Марек» в Полски-Трымбеш.
Первую пьесу написал в 30 лет. Его друг — работник страховой компании — отдал текст в театр в Софии, и известный режиссёр неожиданно решил её поставить.
С 1985 по 1989 учился в ВИТИЗ (болг. Висш институт за театрално изкуство) на факультете театроведения.
В 1989 был объявлен драматургом года в Болгарии.
В 1996 баллотировался в президенты Болгарии в тандеме с Иваном Кулековым (вице-президент), набрав по результатом первого тура около 1,3 % голосов избирателей.
В 1997 пьеса «Полковник-птица» получила приз Британского совета как лучшая новая пьеса из Восточной и Центральной Европы, а в 1999 была награждена премией Энрико Мария Салерно как лучшая пьеса.
С 2006 — президент Ассоциации болгарских драматургов.
Пьесы Бойчева более 200 раз ставились на сценах Европы и Америки.

## Пьесы
- 1983 — «Нечто» / Онова нещо
- 1985 — Банана — бануни
- 1985 — Както казват французите
- 1989 — «Районная больница» / Районна болница (Жената на полковника)
- 1990 — Спирка последна
- 1990 — Пълна упойка
- 1990 — «Underground» / Подземният (Underground)
- 1991 — Военно положение
- 1997 — «Полковник-птица» / Полковникът птица
- 2002 — «Оркестр „Титаник“» / Оркестър Титаник
- «Солдат и птицы» / Полковникът и птиците
- «Лабиринт» / Лабиринтът (Динамит на борда)
- «Феномен» / Феномен (Da fine al capo) — монопьеса
- «Великий Гэтсби» по одноимённому роману Фрэнсиса Скотта Фицджеральда
- «Грек Зорба» по одноимённому роману Никоса Казандакиса

## Постановки в России
2007 — "Полковник Птица", Красноярский драматический театр им. Пушкина
2012 — «Полковник-птица», Липецкий Государственный Академический театр драмы им. Л.Н. Толстого (реж. С. Бобровский)
2015 —  «Оркестр титаник»,  Липецкий Государственный Академический театр драмы им. Л.Н. Толстого (реж. С. Бобровский)
2015 — «Солдат и птицы», ТИ им. Бориса Щукина (реж. А Левицкий, дипломный спектакль)
2015 — «Полковник Птица», Центральный дом актёра им. Яблочкиной
2016 — «Полковник-птица», Электротеатр Станиславский (реж. Р. Дробот)